# 松嶋桃
松嶋 桃（まつしま もも、1984年9月16日 - ）は、日本プロ麻雀協会に所属する女性プロ雀士、YouTuber。Mリーグ公式実況。愛知県名古屋市出身。アスリート・マーケティング所属。本名は非公開。

## 人物
1984年、愛知県名古屋市生まれ。2000年、南山中学校女子部卒業。2003年、南山高等学校女子部卒業。2007年京都大学法学部卒業。2010年同志社大学法科大学院修了。3歳下の弟がいる。身長158cm。
日本プロ麻雀協会第9期後期プロテスト受験者中、トップの成績を収め正規合格を果たした。
可愛らしいルックスとは裏腹に、攻撃的な麻雀スタイルから付けられた愛称は「京大式小型肉食獣」。他にも同じ協会の田内翼からは「エキサイティング麻雀」と名付けられた。
2015年12月から2017年3月までMore (アイドルグループ)のメンバーであった。
2016年10月16日放送の『パネルクイズ アタック25』に出場し、優勝する。
2017年7月から2020年2月までオスカープロモーションとマネージメント提携していた。
2018年9月より、Mリーグ公式実況を担当。
2020年3月からアスリート・マーケティング所属。
2020年、知識検定1級合格。
クイズ作家の古川洋平らによるYouTubeチャンネル「カプリティオチャンネル」に準レギュラー的にゲスト出演をしていたが、2022年4月2日よりレギュラー出演者として正式加入。なお、クイズ作家ではないため「クイズ法人カプリティオ」自体には加入せず、チャンネルメンバーとしての加入であるが、同チャンネル動画内で使用するクイズについては作問も行っている。

## 主な戦績
- 麻雀最強戦2023 最強&インフルエンサー決戦 優勝
- 麻雀最強戦2024 女流タイトルホルダー決戦 優勝
- 第6期 夕刊フジ杯 団体戦 優勝
- 第7期 夕刊フジ杯 団体戦 優勝
- 鏡花水月杯 優勝

## 出演

### テレビ
- パネルクイズ アタック25（2016年10月16日、ABC）
- 女流雀士 プロアマNo.1決定戦 てんパイクイーン（2016年 - 、テレ朝チャンネル2）シーズン3に出場
- クイズ!ボンバーワン（2017年1月18日、TBS）
- くりぃむVS林修!クイズサバイバー（2017年12月31日、テレビ朝日）
- 踊る!さんま御殿!!（2018年1月8日、日本テレビ）
- くりぃむクイズ ミラクル9（2018年8月22日、テレビ朝日）
- ネプリーグ（2018年3月5日、フジテレビ）
- ザ・タイムショック（2018年4月5日・2019年9月25日、テレビ朝日）
- 超逆境クイズバトル!! 99人の壁（2019年4月13日 - 番組終了、フジテレビ）※一般参加者に混じって出演
- 東大王（2020年8月5日・2020年9月16日、TBS）
- ～MリーグNo.1への道 BEAST ROAD～（BSJapanext→BS10、2023年7月5日 - ）[13]
- 日清食品Presents 麻雀オールスターBS10チャンピオンシップ（BS10、2025年2月19日、7月16日、実況）

### ウェブテレビ
- 今日、体重発表します。-優勝賞金100万！負けたらその場で体重発表！-（2017年11月19日、AbemaTV）[14]
- Mリーグ（2018年10月 - 、AbemaTV）[15]- 実況
- m HOLD‘EM メディア対抗戦[16]（2022年11月9日、m HOLD‘EM公式観戦アプリ）‐ ENCOUNT代表

## 著書
- 京大卒雀士『戦わない』受験勉強法（2017年12月30日、ベストセラーズ） ISBN 978-4584138397